# Franz Wiesmann

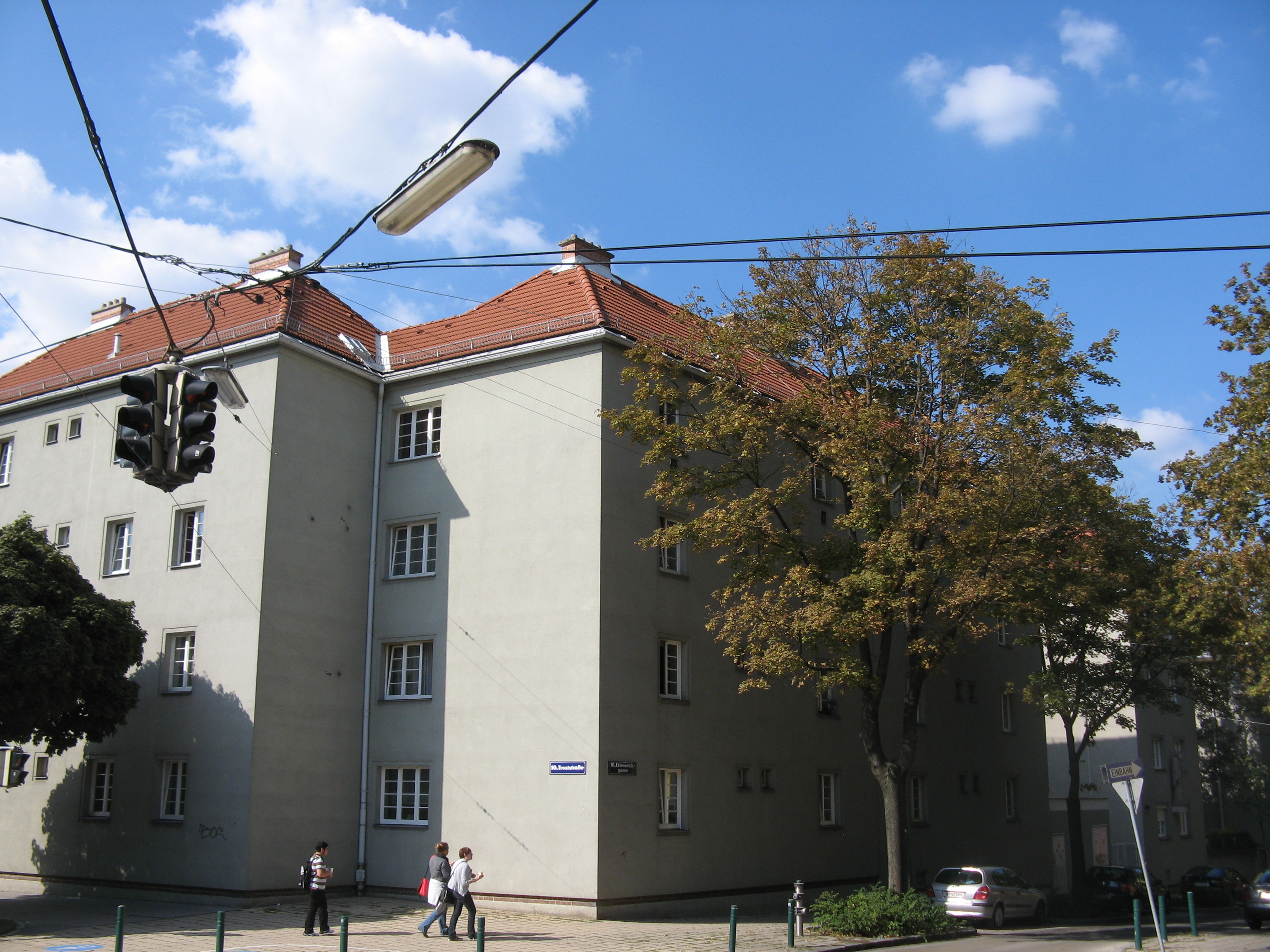
Ehemaliges Familienasyl St. Josef, Ettenreichgasse 42–44, von Franz Wiesmann

Franz Wiesmann (* 16. Januar 1888 in Wien; † 28. Januar 1959 ebenda) war ein österreichischer Architekt.

## Leben
Wiesmann studierte an der Technischen Hochschule in Wien bei Karl König und Karl Mayreder von 1907 bis 1913. Danach war er zunächst freier Architekt in Baden bei Wien, ab 1914 dann im Wiener Stadtbauamt tätig. Über alle politischen Umbrüche hinweg blieb er dort bis zu seiner Pensionierung nach dem Zweiten Weltkrieg.

## Bedeutung
Franz Wiesmann erbaute zahlreiche städtische Wohnhausanlagen im Wien der Zwischenkriegszeit. Seine Formensprache war unauffällig und dem Wiener Gemeindebaustil angepasst. In den 1930er Jahren ging er zu einer teilweise extrem nüchternen und sachlichen Bauweise über.

## Werke
- Josef-Scheu-Hof, Herderplatz 8, Wien 11 (1925–1926)
- Wohnhausanlage der Gemeinde Wien, Brüßlgasse 34, Wien 16 (1927)
- Wohnhausanlage der Gemeinde Wien, Anastasius-Grün-Gasse 8, Wien 18 (1928–1929)
- Wohnhausanlage der Gemeinde Wien, Wohlmutstraße 4–6, Wien 2 (1930)
- Wohnhausanlage der Gemeinde Wien, Rupertgasse 6–16, Wien 14 (1930)
- Wohnhausanlage der Gemeinde Wien, Höhnegasse 7–11, Wien 18 (1931)
- Wohnhausanlage der Gemeinde Wien, Fockygasse 40–44, Wien 12 (1933)
- Familienasyl St. Engelbert, Tautenhayngasse 28, Wien 15 (1935–1936)
- Familienasyl St. Josef, Ettenreichgasse 42–44, Wien 10 (1935–1936)
- Wohnhausanlage der Gemeinde Wien, Weitmosergasse 3–9, Wien 10 (1936–1937)
- Abwasserpumpwerk, Floridsdorfer Hauptstraße 1a, Wien 21 (1937)
- Wohnhausanlage der Gemeinde Wien, Ziegelofengasse 12–14, Wien 5 (1938)
- Wohnhausanlage der Gemeinde Wien, Wehlistraße 156–158, Wien 2 (1938)
- Wohnhausanlage der Gemeinde Wien, Erlachgasse 53–57, Wien 10 (1938)